# Пророк (фільм, 2014)
«Пророк» (англ. The Prophet, повна назва — Kahlil Gibran's The Prophet) — міжнародно-спродюсований анімаційний драматичний фільм, знятий Роджером Аллерсом за книгою «Пророк» Халіла Джебрана 1923 року видання. Світова прем'єра стрічки відбулась 17 травня 2015 року на Каннському кінофестивалі.

## Голосовий акторський склад
- Ліам Нісон — Мустафа
- Сальма Гайєк — Каміла
- Джон Кразінські — Халім
- Френк Ланджелла — Паша
- Джон Ріс-Девіс — Юсеф
- Альфред Моліна — сержант
- Кувенжаней Волліс — Альмітра

## Визнання
| Нагороди та номінації фільму «Пророк» | Нагороди та номінації фільму «Пророк»   | Нагороди та номінації фільму «Пророк»                | Нагороди та номінації фільму «Пророк» | Нагороди та номінації фільму «Пророк» | Нагороди та номінації фільму «Пророк» |
| Рік                                   | Кінопремія / Кінофестиваль              | Категорія / Нагорода                                 | Номінант                              | Результат                             |                                       |
| ------------------------------------- | --------------------------------------- | ---------------------------------------------------- | ------------------------------------- | ------------------------------------- | ------------------------------------- |
| 2015                                  | Єрусалимський міжнародний кінофестиваль | Нагорода молодіжного журі за найкращий дитячий фільм | «Пророк»                              | Номінація                             |                                       |
| 2015                                  | Премія «Саундтрек світу»                | Найкращий композитор року                            | Габріель Яред                         | Номінація                             |                                       |